# Thiago Almada
Thiago Ezequiel Almada (* 26. April 2001 in Buenos Aires) ist ein argentinischer Fußballspieler. Er steht bei Atlético Madrid unter Vertrag. Außerdem ist er in der argentinischen Nationalmannschaft aktiv. Mit ihr wurde er 2022 Weltmeister.

## Karriere

### Verein
Thiago Almada stammt aus der Jugend des CA Vélez Sarsfield. Zur Saison 2018/19 wurde er mit 17 Jahren in den Kader der ersten Mannschaft aufgenommen. Sein Debüt im Profifußball gab er am 10. August 2018 im Ligaheimspiel (1. Spieltag) gegen die Newell’s Old Boys. Er wurde beim 2:0-Sieg seiner Mannschaft nach 63 Spielminuten für Lucas Robertone eingewechselt. Sein erstes Pflichtspieltor erzielte er am 5. November im Auswärtsspiel beim CSD Defensa y Justicia. Bei der 2:3-Niederlage schoss er beide Treffer seiner Mannschaft; hierbei wurde er ebenfalls zum ersten Mal in die Startelf berufen und über die gesamte Dauer der Partie eingesetzt.
Im Februar 2022 wechselte er zum MLS-Franchise Atlanta United.
Im Juli 2024 gab Botafogo die Verpflichtung von Thiago Almada bekannt. Der argentinische Stürmer unterschrieb einen unbefristeten Vertrag bis Juni 2029. Mit dem Klub gewann er am 23. November die Copa Libertadores 2024, mit einem 3:1-Sieg über Atlético Mineiro. Anfang Dezember schloss sich der Gewinn der Série A 2024 an.
Im Januar 2025 wurde bekannt, dass Almada ohne Gebühr nach Frankreich an Olympique Lyon ausgeliehen wird. Einem Klub, welcher sich ebenfalls im Besitz von Botafogos Eigner John Textor befindet. Die Leihe wurde befristet bis zum Ende der Ligue 1 2024/25. Sein Ligadebüt gab Almada am 26. Januar im Spiel beim FC Nantes. In der Partie wurde er in der 64. Minute für Rayan Cherki eingewechselt.
Im Juli 2025 wechselte er zu Atlético Madrid und unterschrieb dort einen Vertrag bis 2030.

### Nationalmannschaft
Almada wurde erstmals 2018 in einem Spiel der U20 des argentinischen Verbandes eingesetzt. Bei der 1:2-Niederlage am 23. März gegen die U18 Englands kam er zum Ende der Partie zu einer Einwechslung. Für die U23 absolvierte er ab Juni 2021 in Vorbereitung auf die Olympischen Sommerspiele 2021 drei Spiele und wurde für das Turnier anschließend in den Kader seines Heimatlandes berufen. Almada kam in zwei Spielen seiner Mannschaft zum Einsatz, die in der Gruppenphase ausschied.
Im September 2022 debütierte Almada unter Lionel Scaloni in der argentinischen Nationalmannschaft. Im November 2022 wurde er wenige Tage vor Beginn der Weltmeisterschaft 2022 in Katar als Ersatz für den kurzfristig verletzten Joaquín Correa in den Kader berufen. Er kam beim 2:0-Sieg gegen Polen per Einwechslung zu seinem einzigen Turniereinsatz und wurde mit der Mannschaft Weltmeister.

## Erfolge
Nationalmannschaft
- Weltmeister: 2022

Botafogo
- Copa Libertadores: 2024
- Campeonato Brasileiro de Futebol: 2024